# The Haunting Hour: Don't Think About It
The Haunting Hour: Don't Think About It is een film uit 2007 onder regie van Alex Zamm.

## Verhaal
Cassie is een 13-jarige gothic die naar een nieuwe buurt verhuist. Ze houdt ervan trucjes uit te halen met de populaire kinderen van de school en haar broertje Max. Wanneer ze op weg is naar de bibliotheek, vindt ze een Halloween gerelateerde winkel in een zijstraat. Met aanraden van de mysterieuze eigenaar, vindt ze het boek The Evil Thing. Ze negeert de waarschuwing "Do not read aloud" (Lees het niet hardop) en leest het voor aan haar broertje. Max's fantasierijke gedachten geeft "The Evil Thing" de mogelijkheid tot leven te komen en ontvoert hem, Cassies populaire klasgenoot Priscilla en een pizzaverkoper. Het is aan Cassie en Sean om ze te redden.

## Rolverdeling
- Emily Osment - Cassie
- Cody Linley - Sean
- Brittany Curran - Priscilla
- Tobin Bell - Mysterieuze winkeleigenaar
- Alex Winzenread - Max